# Dendropsophus sarayacuensis
Dendropsophus sarayacuensis é uma espécie de anfíbio da família Hylidae. Pode ser encontrada na Bolívia, Brasil, Peru, Equador, Colômbia e Venezuela.